# Jaume Torrens Calafat
Jaume Torrens Calafat (Santa Maria del Camí, 1851 - Sóller, 1940) fou un apotecari mallorquí.

## Biografia
Obtingué la llicenciatura en farmàcia a la Universitat de Barcelona (1880). Es va instal·lar a Sóller l'any 1881 i hi fundà l'apotecaria Torrens, avui situada encara al mateix lloc de la Plaça de la Constitució. Al davant de l'apotecaria el va substituir el seu nebot Martí Torrens Pastor i els seus descendents. El seu germà, Amador Torrens Calafat, va exercir de mestre d'escola a Fornalutx (1884-1904). Segons Guillem Colom Jaume Torrens, era "un home “cepat, massís i flegmàtic que tenia un somriure indulgent i uns ulls somiadors”. Va ser aficionat a la fotografia. Va ser fundador i president del Cercle Solleric (1899-1904), soci fundador del Colegio Médico-Farmacéutico i impulsor del tren de Sóller (va ser el primer secretari de la companyia). Va escriure al setmanari Sóller i a revistes de farmacologia. El 1936 va signar la Resposta als Catalans. L'Ajuntament de Sóller li va dedicar un carrer.

## L'elaboració de productes farmacèutics
Des de la seva instal·lació a Sóller Jaume Torrens annexà a l'apotecaria un laboratori de fabricació de medicaments. A partir de 1927 la direcció tècnica del laboratori la dugué el seu nebot Martí Torrens Pastor. Aquest laboratori és considerat un dels pioners de la indústria farmacèutica a l'estat espanyol. Patentà diversos productes farmacèutics. Damià Pons esmenta un tipus de vi terapèutic, l'anomenat "Vino Uranado Pépsico", amb el qual Jaume Torrens va guanyar una medalla de plata en l'Exposició Balear organitzada en ocasió de les Fires i Festes de Palma de 1903. Aquest vi uranat era adequat pel tractament de la diabetis A l'Exposició Balear de 1897 obtingué un Gran Diploma d'Honor per les seves especialitats. Entre els seus medicaments més coneguts, a banda del Vi Uranat Pèpsic, es pot destacar l'Elixir Clorhidropèptic, destinat a facilitar les digestions difícils i un xarop vermífug, elaborat amb coral·lina de Còrsega. El Vi Uranat Pèpsic es va començar a comercialitzar el 1889 i encara es venia l'any 1946.

## La rebotiga
A la part del darrere de l'apotecaria s'hi reunia Jaume Torrens amb el seu grup d'amics per a mantenir-hi una animada tertúlia, que a la vega era un focus d'iniciatives econòmiques, culturals i socials.. Entre aquests amics hi havia el metge Pere Canyelles, el notari Pere Alcover (germà de Joan Alcover), Andreu Pastor, Cristòfol Pisà, etc. Per la seva rebotiga passaren poetes, músics i pintors d'anomenada. Santiago Rusiñol, que era amic coral de Torrens, a la seva estada a Mallorca, el 1902 i 1903, va freqüentar aquesta tertúlia. Rusiñol va llegir allà algunes de les obres que estava escrivint a Mallorca com "Els Jocs Florals de Canprosa" i alguns capítols de "El poble gris". Més endavant va llegir altres obres. Jaume Torrens era un amic de les arts i li agradava convidar els artistes que passaven per Sóller. La pròpia rebotiga era un museu d'antiguitats, sobretot de peces de ceràmica de qualitat. Per allà hi passaren Sargent, Ruben Darío, Unamuno, Azorín, etc. El 25 de novembre de 1902 Jaume Torrens i el Cercle Solleric organitzaren un acte en honor de Rusiñol, en el qual hi participaren Joan Alcover, Miquel dels Sants Oliver, Gabriel Alomar, Antoni Noguera, Antoni Gelabert, Joan Torrendell, Miquel Sarmiento, Francesc Blanes Viale i el propi Jaume Torrens. El metge Pere Serra Canyelles va fer una recreació de Sa Rebotiga.